# Підгороддя
Підгоро́ддя — село в Україні, у Рогатинській міській громаді Івано-Франківського району Івано-Франківської області.

## Географія
Селом тече річка Веснянка.

## Історія
Згадується 3 січня 1446 року в книгах галицького суду.
У податковому реєстрі 1515 року в селі документується 3 лани (близько 75 га) оброблюваної землі, село у володінні Одновського.
Впродовж XIX століття Підгороддя вважалося містечком, з кінця XIX ст. — селом Рогатинського повіту Королівства Галичини і Володимирії. З кінця XVIII століття відома печатка з гербом містечка: у полі печатки — зображення мурованої ратуші з трьома вежами, над якою — латинські літери «P. M.» («Podgrodensis Magistratus» — «Підгородецький магістрат»).
У 1939 році в селі проживало 1140 мешканців (1080 українців, 10 поляків, 30 латинників, 20 євреїв).
У 1991 році встановлено пам'ятник Дмитрові Вітовському.
12 червня 2020 року, відповідно до Розпорядження Кабінету Міністрів України  № 714-р «Про визначення адміністративних центрів та затвердження територій територіальних громад Івано-Франківської області», увійшло до складу Рогатинської міської громади.
19 липня 2020 року, в результаті адміністративно-територіальної реформи та ліквідації Рогатинського району, село увійшло до складу новоутвореного Івано-Франківського району.

## Населення

### Мова
Розподіл населення за рідною мовою за даними перепису 2001 року:
| Мова       | Кількість | Відсоток |
| ---------- | --------- | -------- |
| українська | 524       | 99.81%   |
| білоруська | 1         | 0.19%    |
| Усього     | 525       | 100%     |

## Відомі люди
- Ольга Басараб, українська громадська і політична діячка, народилася 1 вересня 1889 року в селі Підгороддя в родині громадського діяча о. Михайла і Савини (до шлюбу Стрільбицької) Левицьких. Вона мала старшу сестру Іванну та молодшого брата Северина.
- Ільків Василь Іванович («Горинь», «Легінь») — член Команди Золочівського ТВ-11 «Пліснесько», ад'ютант крайового провідника ОУН Романа Кравчука, лицар Срібного хреста бойової заслуги УПА 1 класу та Бронзового хреста бойової заслуги УПА. Загинув поблизу села.
- Макович Василь Федорович — селянин, політичний діяч, посол до Галицького сейму (1867—1869) та австрійського Райхсрату (1868—1870).